# Црква Светог пророка Илије у Тешици
Црква Светог пророка Илије у Тешици, насељеном месту на територији општине Алексинац, припада Епархији нишкој Српске православне цркве.
Црква посвећена Светом пророку Илији се налази у атару села Тешица. Још увек није завршена, а изградња је започета 1995. године. У летопису нема података о самој градњи. У народу је ово место познато као манастир светог пророка Илије.